# Concepción Chimalpa
Concepción Chimalpa är en ort i Mexiko.   Den ligger i kommunen Acuamanala de Miguel Hidalgo och delstaten Tlaxcala, i den sydöstra delen av landet, 100 km öster om huvudstaden Mexico City. Concepción Chimalpa ligger 2 309 meter över havet och antalet invånare är 1 747.
Terrängen runt Concepción Chimalpa är platt åt nordväst, men åt sydost är den kuperad. Terrängen runt Concepción Chimalpa sluttar västerut. Runt Concepción Chimalpa är det mycket tätbefolkat, med 1 632 invånare per kvadratkilometer. Närmaste större samhälle är Puebla de Zaragoza, 19,8 km söder om Concepción Chimalpa. I omgivningarna runt Concepción Chimalpa växer huvudsakligen savannskog.